# Оборона Эль-Эбано
Оборона Эль-Эбано (исп. El Ébano) — длившееся с 21 марта по 31 мая 1915 года сражение между армией конвенционистов под командованием Мануэля Чао и Томаса Урбины и войсками конституционалистов Хасинто Тревиньо, произошедшее во время Мексиканской революции.
В начале 1915 года войска конституционалистов Венустиано Каррансы контролировали районы добычи мексиканской нефти в районе Уастека и важнейшие порты ее вывоза и, соответственно, обладали большими доходами, связанными с экспортом. Чтобы захватить эти ресурсы, Панчо Вилья направил в этот район отряд под командованием Мануэля Чао, позже усиленный другим контингентом под командованием Томаса Урбины. Начавшиеся боевые действия были сосредоточены в районе Эль-Эбано, который контролировал доступ к мексиканскому нефтедобывающему региону.
Эль-Эбано имел большое стратегическое преимущество, так как расположен на плато, окруженном болотами, образовавшимися в результате слияния рек Тамеси и Пануко, с юга защищен лагуной Марланд и другими более мелкими лагунами. На равнине есть только две возвышенности рядом с городом, холмы Ла-Дича и Ла-Пес, и все войска, которые осмелились бы атаковать Эль-Эбано с запада, должны были делать это в лоб и всегда находились в поле зрения защитников. Под руководством полковника Хасинто Тревиньо каррансисты, насчитывавшие к началу сражения чуть более 6000 человек, создали сложную систему обороны и хорошо укрепились в окопах.
21 марта вильистские войска генерала Мануэля Чао начали кавалерийскую атаку на правом крыле противника, у железнодорожной станции. Атака, производившаяся в лоб и без предварительной разведки, была отбита пулеметным огнем каррансистов. Артиллерия вильистов попыталась поддержать действия своей кавалерии, но была нейтрализована огнем орудий конституционалистов. Несколько броневиков каррансистов, вооруженных пулеметами, вышли в открытое поле и нанесли вильистам большие потери. Через несколько часов вильисты начали еще одну атаку, уже на левый фланг, бывший под командой генерала Ларраги, но к вечеру их атака также была отбита.
На следующий день, используя тактику истощения, Чао подверг каррансистов непрерывному артобстрелу и направил небольшие ударные силы против позиций противника с целью связать его боем.
Получив в подкрепление 12 80-мм орудий и пехотный батальон, 24 марта Тревиньо приказал при поддержке своей артиллерии контратаковать позиции вильистов. Отправка вагонетки с динамитом позволила разрушить некоторые фортификационные сооружения, которые начал строить противник, но каррансистам пришлось отступить на свои исходные позиции.
В оставшуюся часть месяца не было больших боевых действий. Бойцы Мануэля Чао выкопали траншеи параллельно каррансистским и заняли Серро-де-ла-Пес, где разместили свою артиллерию. Начались позиционные бои.
Панчо Вилья был полон решимости захватить Эль-Эбано, поэтому он прислал генерала Томаса Урбину, сменившего в командовании Мануэля Чао. 2 апреля Урбина прибыл на поле боя и немедленно приказал произвести лобовую атаку на оборону каррансистов. Сильные пешие колонны дошли до первой линии, перерезали проволоку, наткнулись на окопы и были отбиты.
5 апреля Тревиньо предпринял ночную контратаку, но она потерпела неудачу.
Последовавшие 7 и 10 апреля атаки на левый фланг каррансистов снова были отбиты. Вильисты потеряли около 400 человек. Постепенно накал боев снижался, так как вильисты не могли перебросить под Эль-Эбано новые подкрепления в связи с шедшим в эти же дни сражением при Селае.
14 апреля Тревиньо приказал атаковать конвенционистов с тыла через поселок Пануко, но Урбина узнал об этом благодаря своим шпионам и начал контратаку, помешав тем самым попытке флангового удара.
17 апреля Урбина снова попытался атаковать Эль-Эбано, но безуспешно.

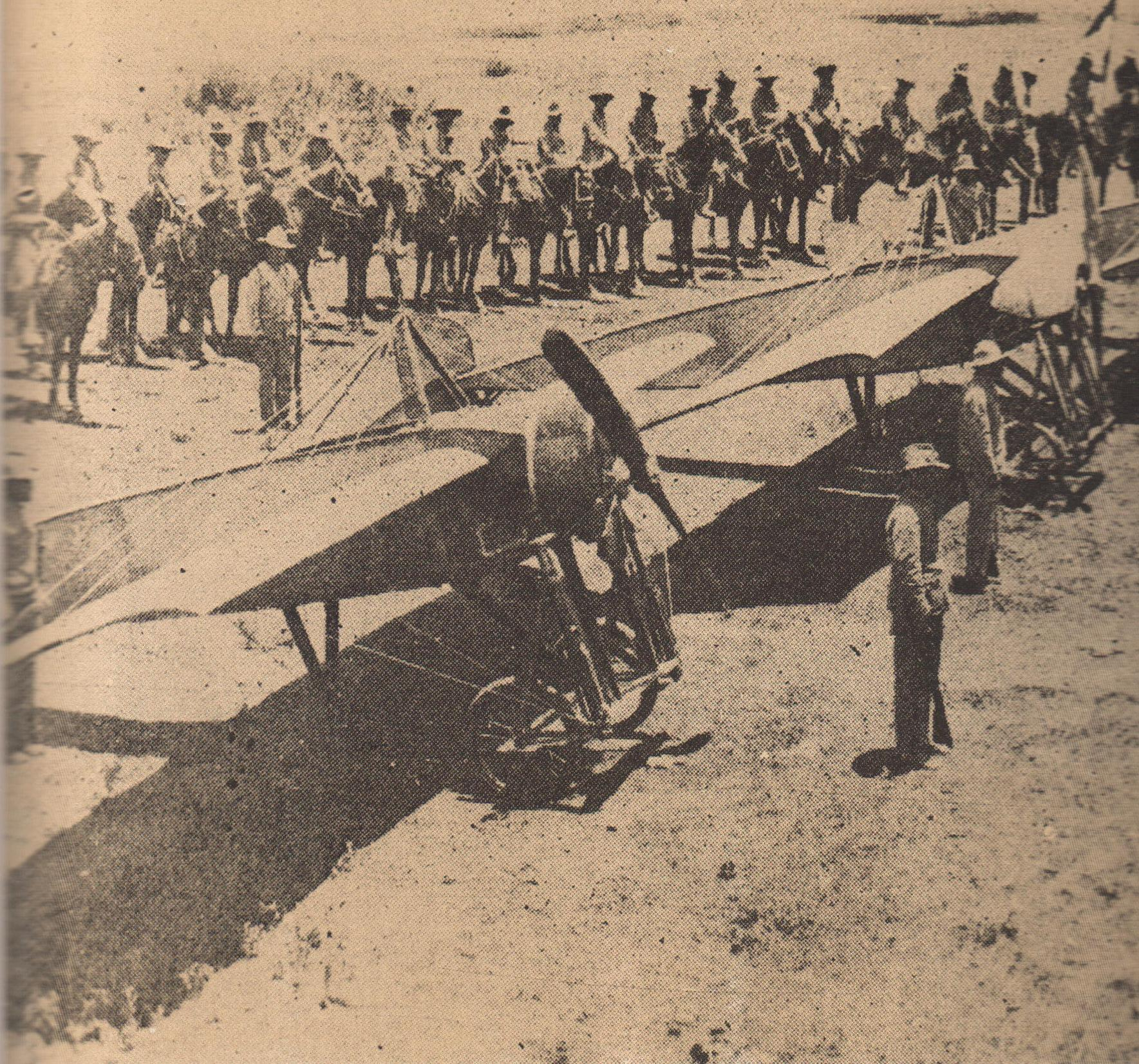
Аэропланы конституционалистов
у Эль-Эбано

19 — 21 апреля каррансисты предпринимали контратаки на позиции вильистов, впервые в истории Мексики поддержанные авиацией. Утром 19-го аэроплан совершил разведывательный полет над позициями противника. На следующий день самолет бомбил позиции вильистов, поддерживая атаку конституционалистов. 21-го аэроплан также выполнял бомбардировку войск противника. Несмотря на поддержку зарождающейся авиации контратаки конституционалистов были отбиты конвенционистами.
29 апреля после интенсивного артобстрела вильистам удалось разбить несколько нефтяных резервуаров объемом 55 000 литров, которые загорелись, повредив многометровую оборону каррансистов, и начали атаку, которую все же сумели остановить бойцы Тревиньо.
В начале мая обе стороны предпринимали наступательные действия, однако чаша весов постепенно склонялась в сторону конституционалистов. Так генерал Ларрага атаковал поселок Танкиан и захватил его. Несмотря на этот успех, в течение мая сохранялся относительный баланс в наступательных и оборонительных действиях обеих сторон, хотя вильисты уже чувствовали себя деморализованными и проигравшими.
12 мая Чао и Урбина предприняли последнюю попытку захватить позиции противника, но и она потерпела неудачу. 13 и 14 мая Вилья отозвал от Эль-Эбано 8000 человек, которые должны были поддержать его в сражении при Леоне.
15 мая конституционалисты перешли в перешли в наступление, сумев захватить первые траншеи вильистов, и, медленно продвигаясь, к 31 мая окончательно выбили противника с его позиций. Генерал Урбина приказал отвести свои оставшиеся подразделения, истощенные непрерывными боями.
Этим действием закончилось длившаяся 72 дня оборона Эль-Эбано, в результате которой конституционалисты предотвратили попытку конвенционистов захватить нефтедобывающие районы и важный мексиканский нефтеэкспортный порт Тампико.